# Bisaltes taua
Bisaltes taua är en skalbaggsart som beskrevs av Maria Helena M. Galileo och Martins 2003. Bisaltes taua ingår i släktet Bisaltes och familjen långhorningar. Inga underarter finns listade.